# Замок Гохостервіц
Замок Гохостервіц (нім. Burg Hochosterwitz, словен. Grad Ostrovica) — середньовічний замок у Австрії. Одна з головних визначних пам'яток Каринтії та Австрії.

## Розташування
Замок Гохостервіц розташований у федеральній землі Каринтія, на території громади Санкт-Георген-ам-Ленгзеє, яка входить в округ Санкт-Файт-ан-дер-Глан. Розташований замок на доломітовій скелі заввишки 160 м на схід від міста Санкт-Файт-ан-дер-Глан. У добру сонячну погоду замок видно за 30 км.

## Історія замку

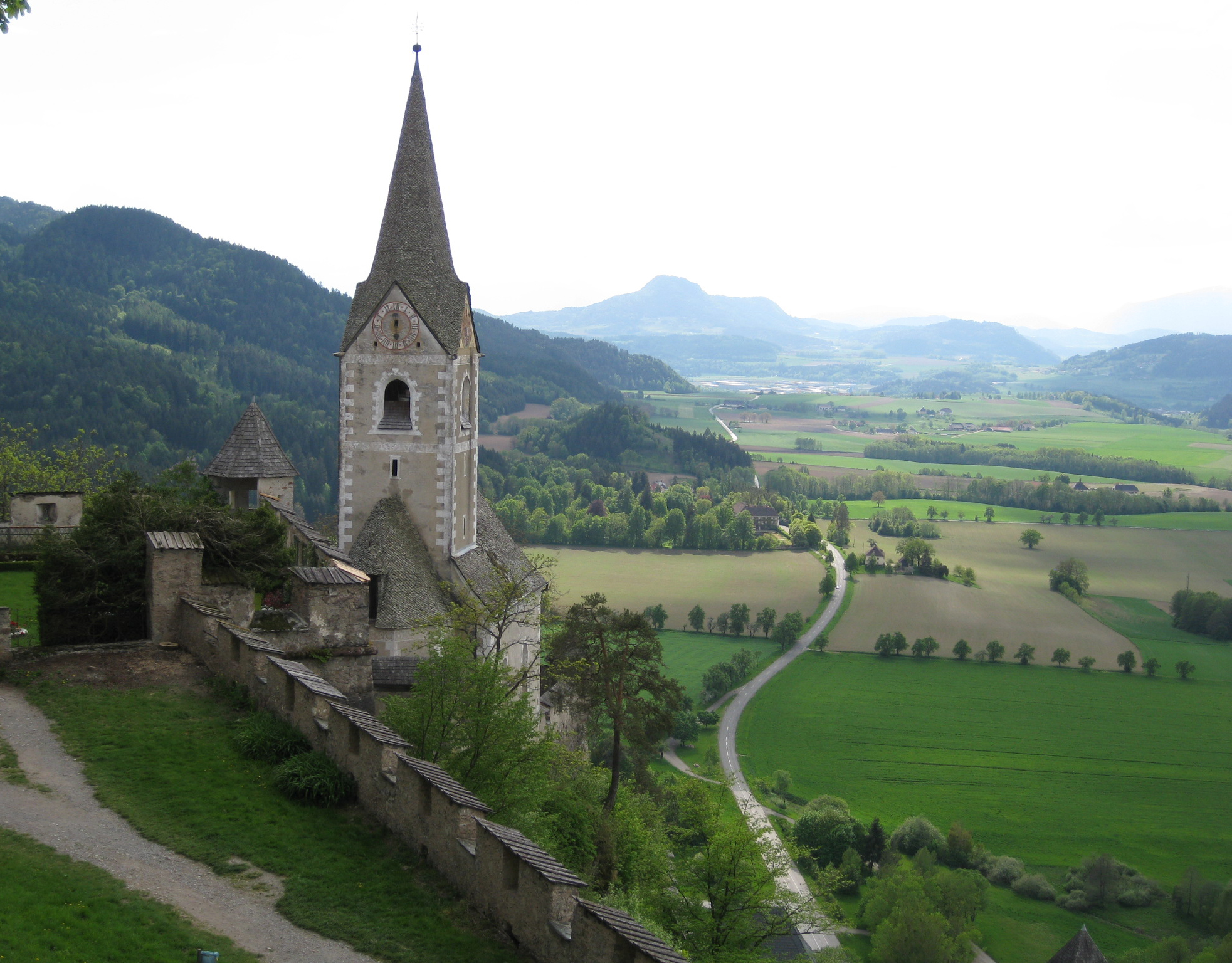
Замкова каплиця

Про замок Гохостервіц вперше згадка зустрічається у дарчій грамоті короля Людовика II Німецького, який у 860 році передав єпархії Зальцбурга права на деякі свої володіння. До їх числа входила і садиба Гохостервіц, яка була відома під назвою Остервіца ще з часів розташування тут слов'янського князівства Карантанія. В XI столітті каринтійський герцог Енгельберт Шпангайм надав суттєву підтримку зальцбурзькому архієпископу Гебхарду в період боротьби за інвеституру, за що був призначений вікарієм і отримав кілька церковних володінь, в тому числі і замок Гохостервіц.
У 1209 році герцог Бернард Шпангайм дарував цю вотчину своєму чашникові, рід якого разом із замком отримав прізвище фон Остервіц. Потужні укріплення і вдале розташування замку на високій скелі, схили якої ще під час будівництва замку були додатково стесані, щоб ускладнити підйом ворожих військ, стали в нагоді замку Гохостервіц під час облоги в 1360 році. У цей період тірольська графиня Маргарита Маульташ вступила в конфлікт з Габсбургами за спадщину, але нескорений замок став однією з причин, через які Маргарита відмовилася від своїх домагань на землі Каринтійського герцогства.
У травні 1478 року, коли останній з роду фон Остервіц помер у полоні після навали турків, замок Гохостервіц перейшов у володіння імператора Фрідріха III Габсбурга. Наступні роки ознаменувалися для замку низкою турецьких набігів, під час яких замок Гохостервіц зумів вистояти, але зазнав чимало серйозних руйнувань. На початку XVI століття імператор Максиміліан I передав замок Маттеусу Ланг фон Велленбургу, майбутньому єпископу міста Ґурк і кардиналу Картахени, який провів значні відновлювальні роботи у замку.
У 1541 році імператор Фердинанд I подарував замок Гохостервіц своєму наміснику в Каринтії, Крістофу Кевенгюллер фон Айхельбергу, який вельми відзначився під час війни з Османською імперією. Так почалася нова сторінка історії замку Гохостервіц, який з цього моменту опинився в руках дбайливих власників з роду Кевенгюллер, нащадки яких піклуються про замок досі. За Крістофа Кевенгюллера було розпочато масштабне будівництво нових укріплень і будівель замкового комплексу, проект для якого був підготовлений одним із найвідоміших військових архітекторів тієї епохи Доменіко дель Аліо.
Після смерті Крістофа Кевенгюллера замок успадкував його син Йоганн, але оскільки він служив послом і більшу частину свого життя прожив в Іспанії, то замок був переданий на піклування його кузену Георгу Кевенгюллеру. У 1571 році Георг остаточно викупив право на замок Гохостервіц у австрійського ерцгерцога Карла II, після чого на власні гроші почав реконструкцію замку, в ході якої він добув ті самі численні ворота, які викликають захоплення у сучасних туристів. У цей же період було надбудовано житлові будівлі замку і споруджені захисні стіни з бійницями і бастіонами.

## Сучасність
Із XVI століття замок Гохостервіц не зазнавав значних перебудов. Він залишається у власності родини Кевенгюллер. Деякі місця замку відкриті для туристів від Великодня до середини осені. Модель замку Гохостервіц є в архітектурному музеї Мінімундус.

## Туризм
Замок приймає відвідувачів щодня з 9 до 17.45 у квітні-жовтні. Дістатися до нього можна на таксі або екскурсійним автобусом. Від підніжжя скелі до замку, довжина становить 620 м, побудований ліфт.
На території Гохостервіца розташовані церква, фамільна каплиця Кевенгюллерів, кімнати для прислуги і господарські споруди. 14 брам замку мають надзвичайно продумане розташування і конструкцію. У самому замку відкрито музей старовинної зброї та обладунків, найдивовижніший експонат якого — обладунки начальника варти зростом 2 м 25 см.
Невелика каплиця з красивими фресками і типовим каринтійським вівтарем 1673 року, розташована на північному боці замкового двору. Церква вперше згадується 926 роком. Георг Кевенгюллер перебудував її в 1586 році як протестантську церкву. Дзвін був встановлений в 1585 році і періодично використовується дотепер.
Відпочити і поїсти можна в кафе поряд з каплицею.
Вартість квитків
- Дорослі € 12,00
- Діти (від 6 до 15 років) € 8,00
- Студенти з студентським квитком € 9,00.
- Сімейний квиток (до 2 дітей) € 32,00.
- Пенсіонери (60 +) € 10,00

## Світлини

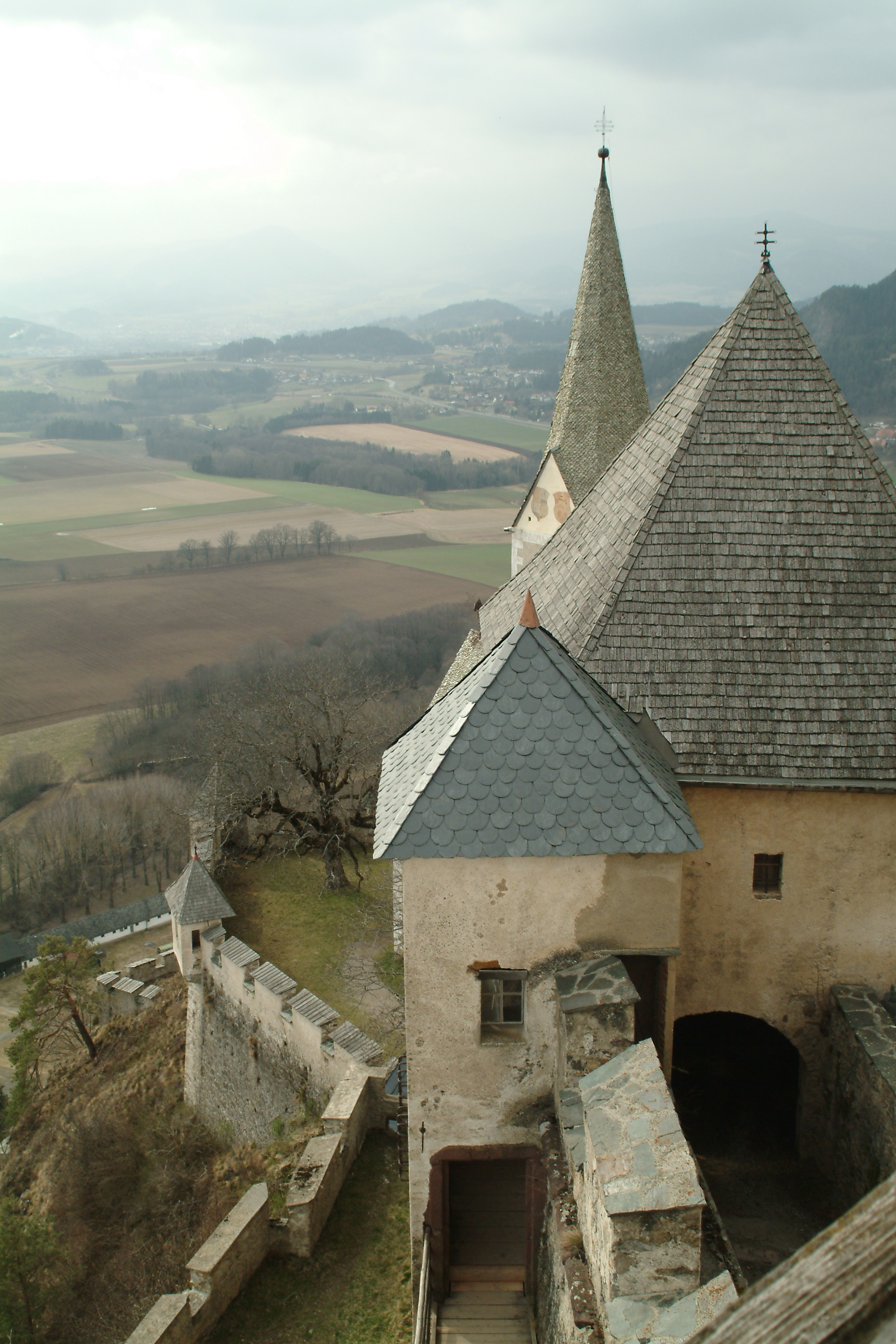
Краєвид із замку
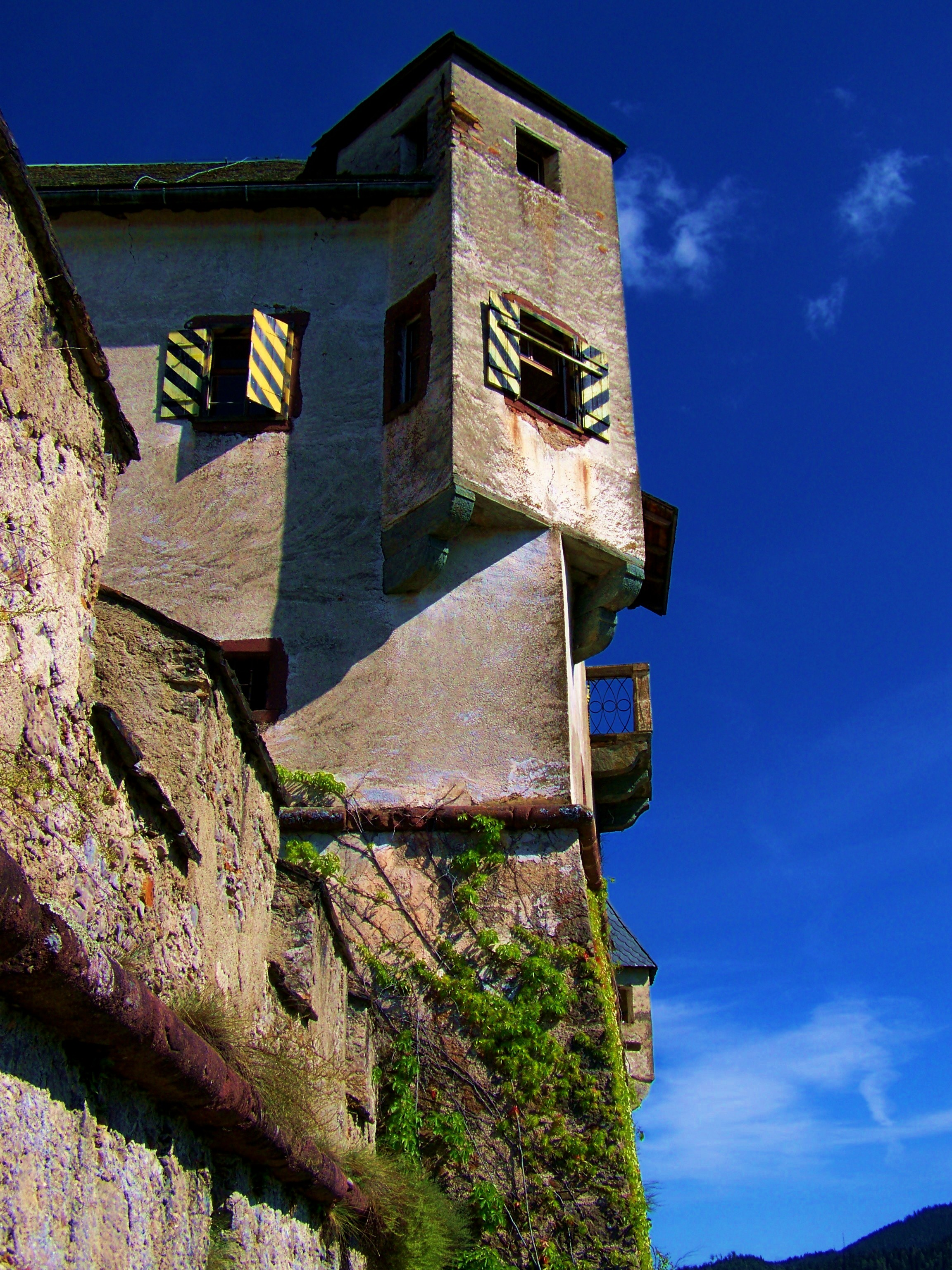
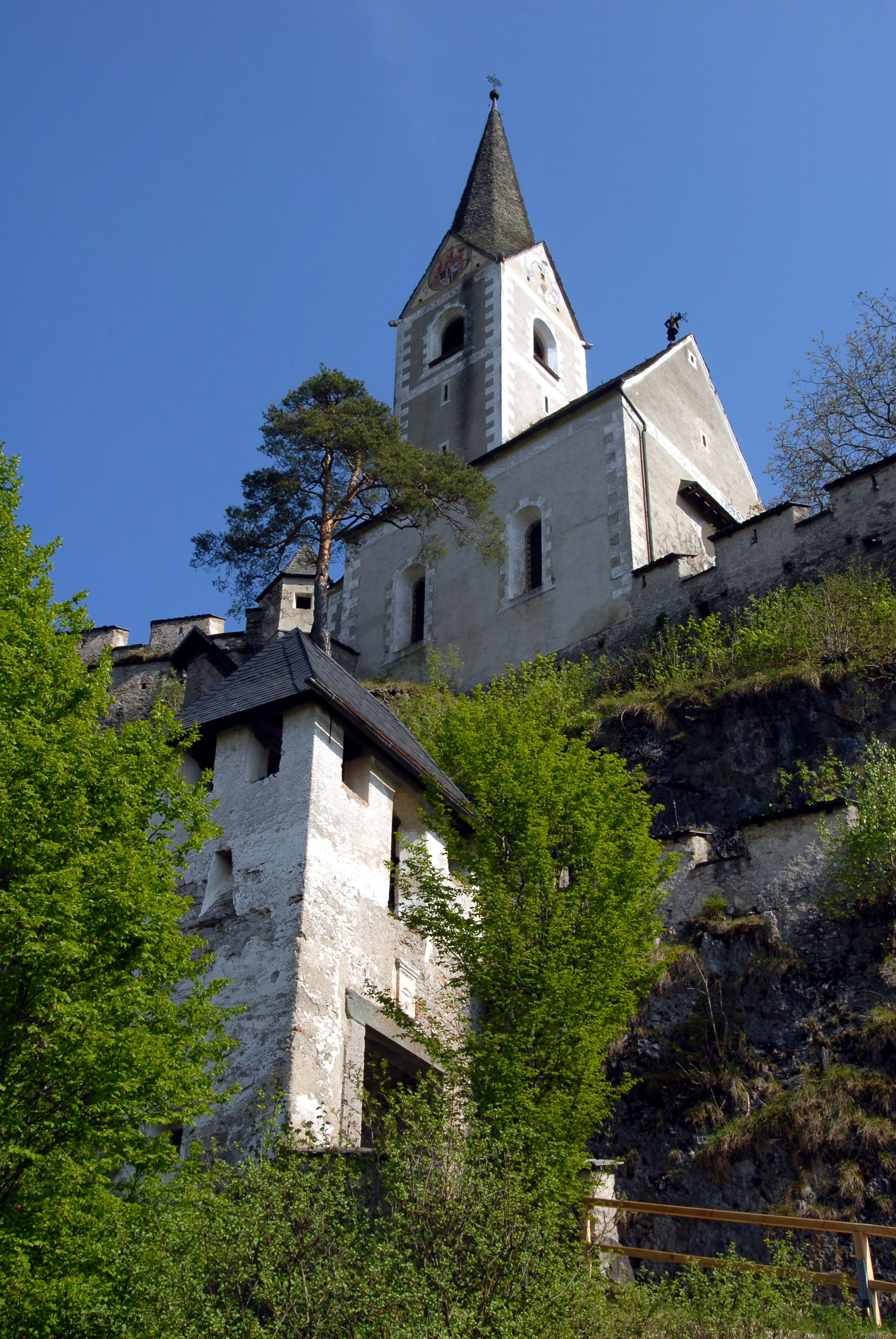
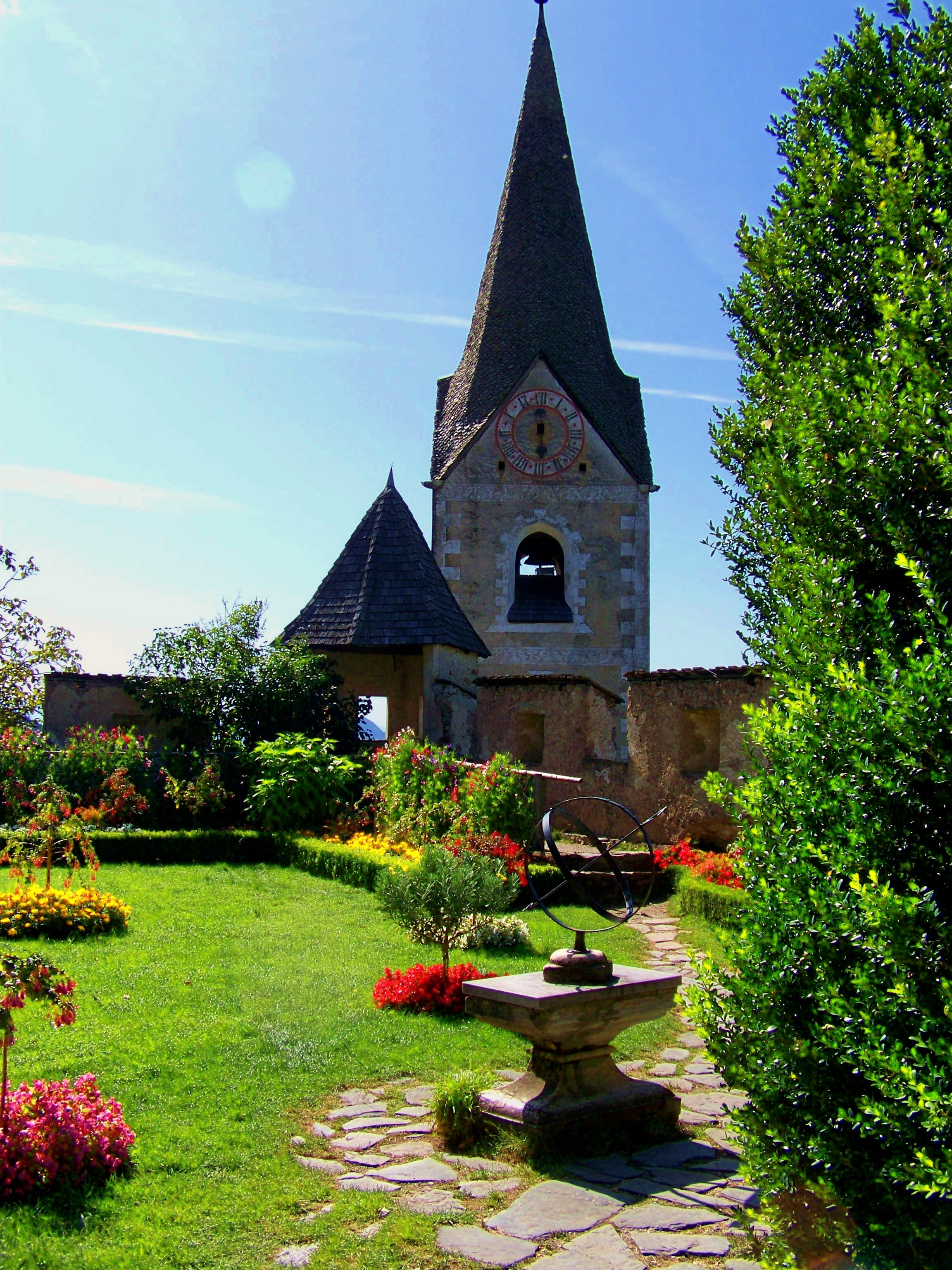
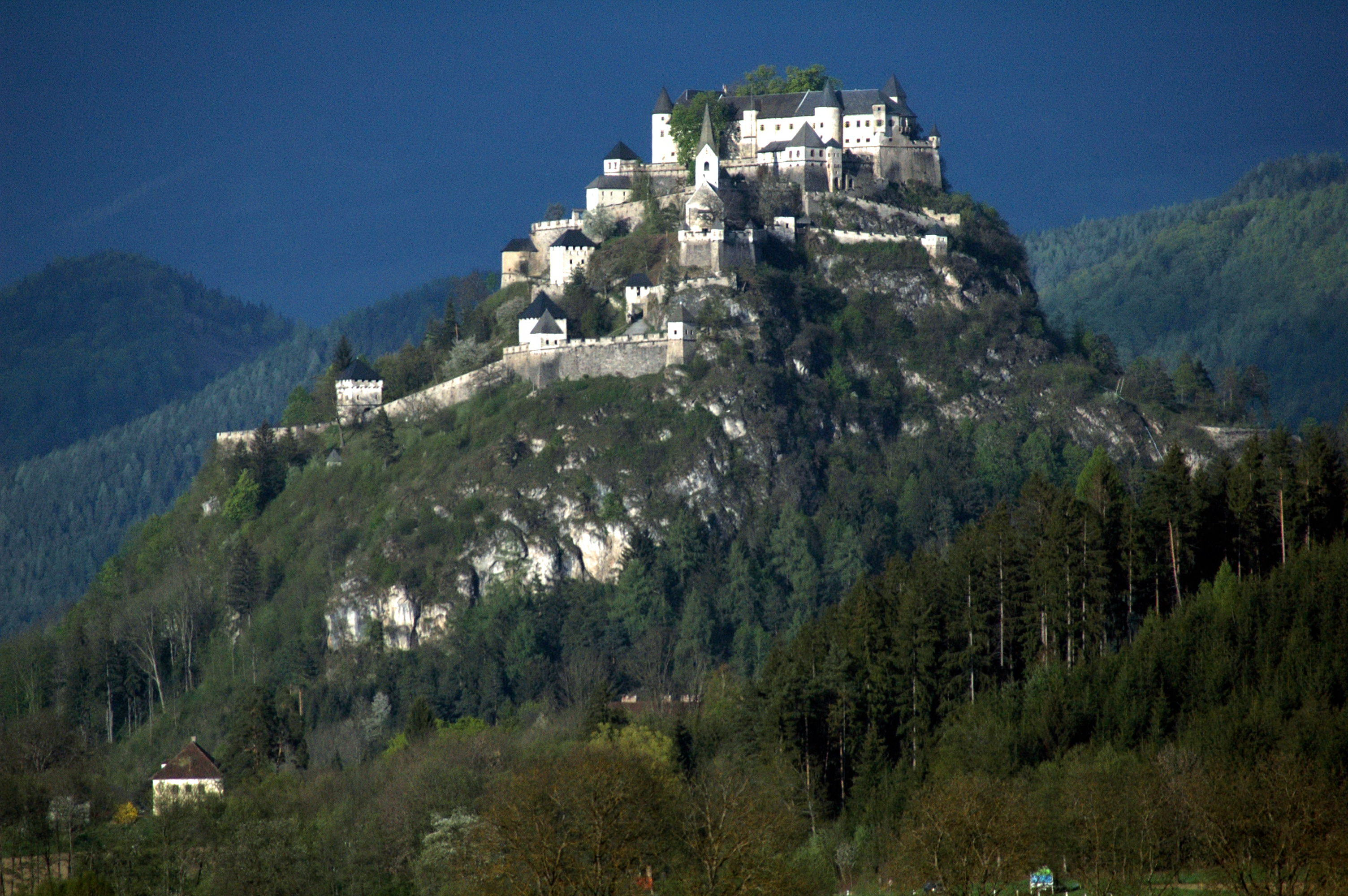
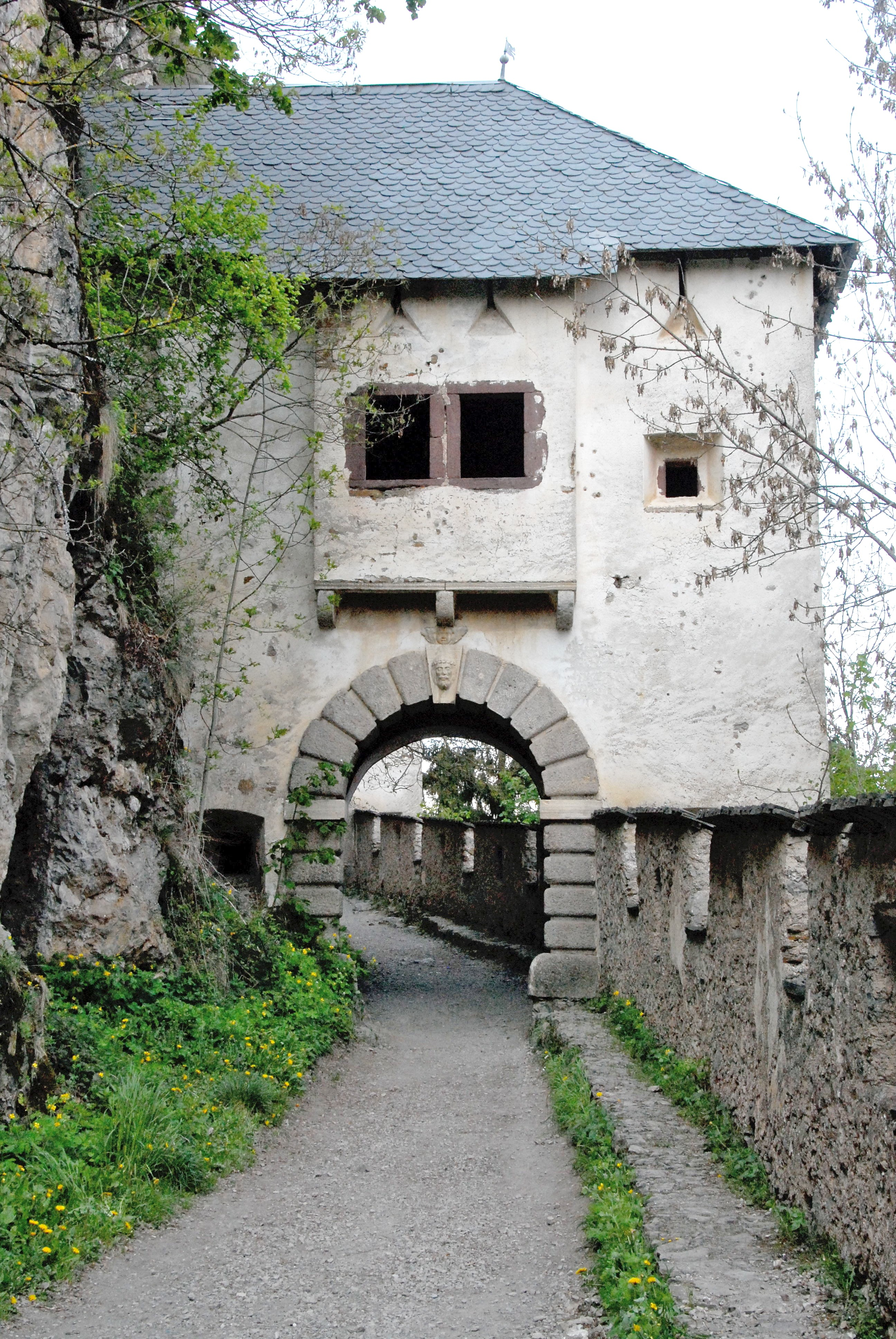
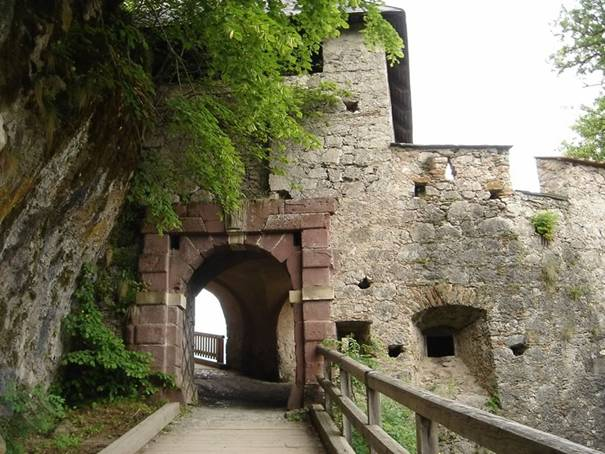
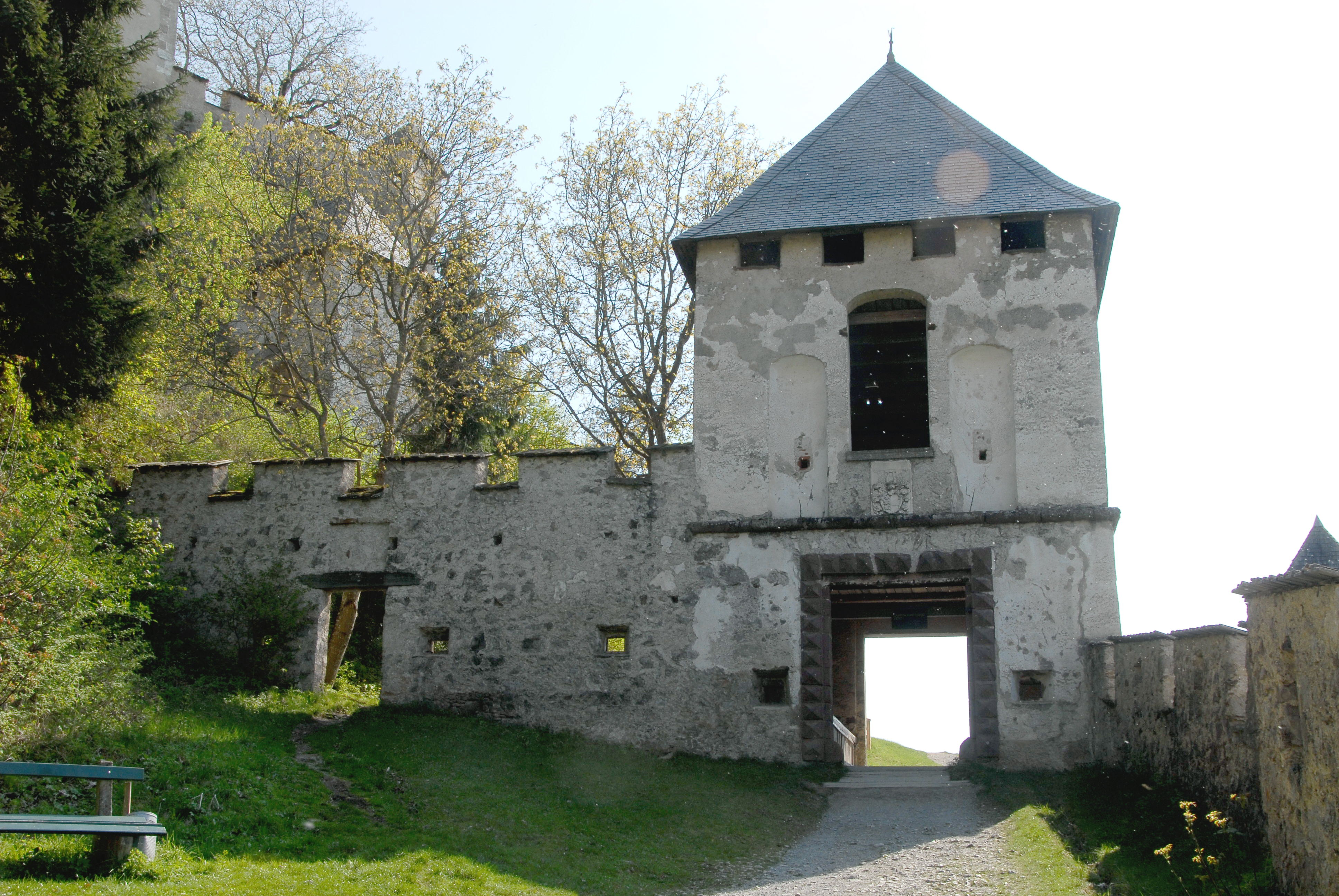
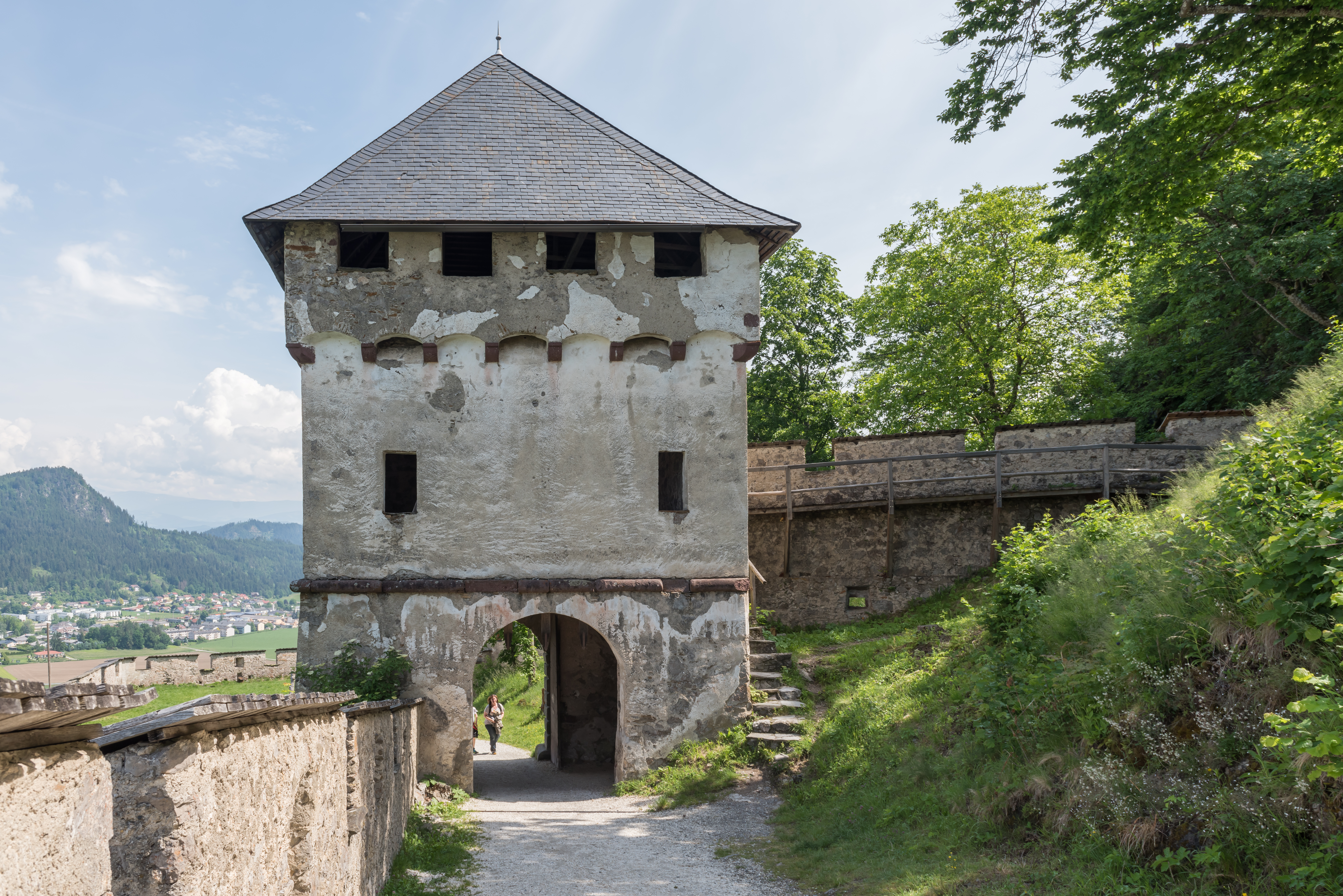
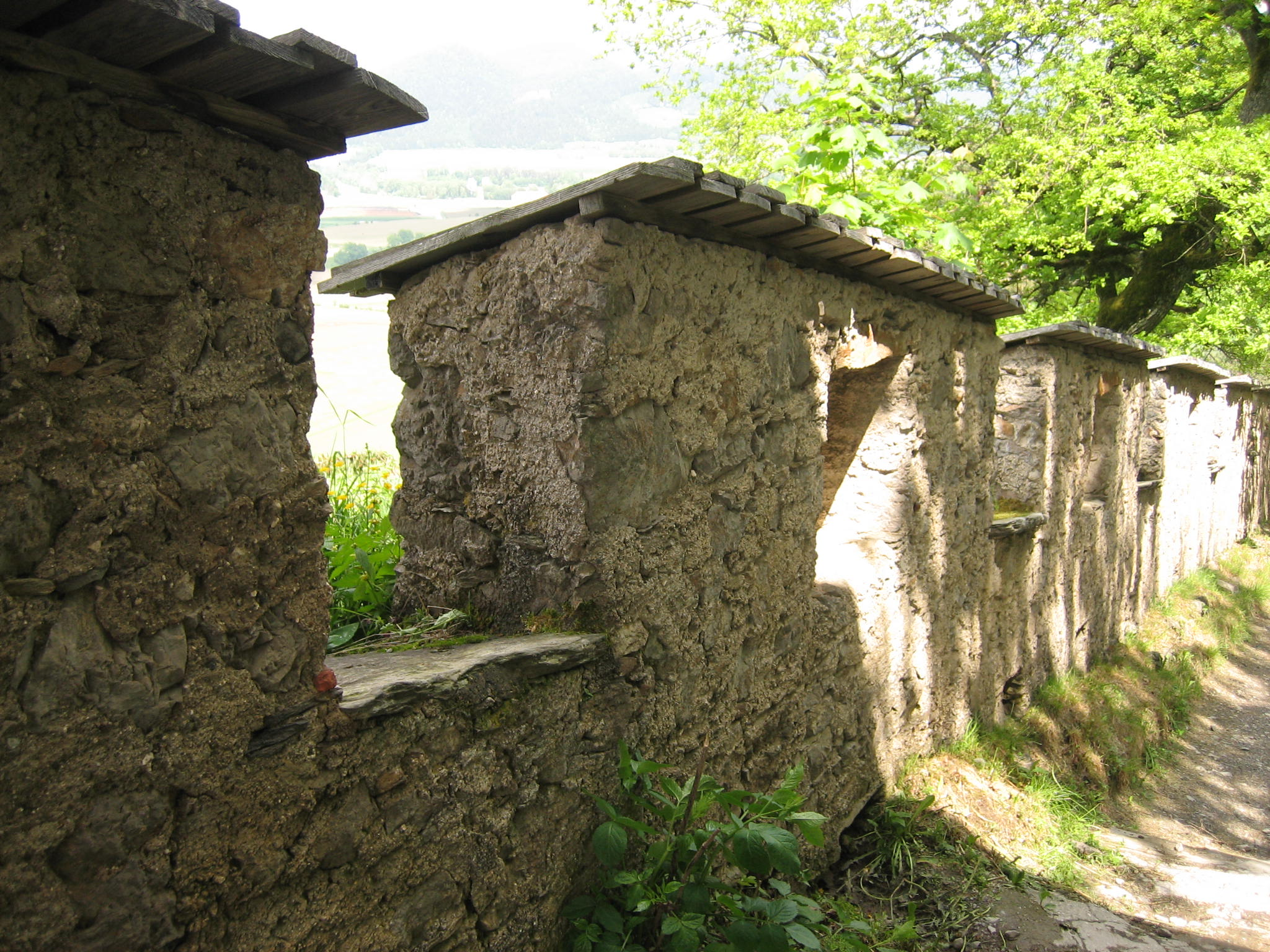